# Jean-Sébastien Decaux
Jean-Sébastien Decaux est un dirigeant d'entreprise français. Il exerce la fonction de directeur général de JCDecaux Holding. Il est également fondateur et président du fonds de dotation Terre & Fils, créé en 2017, et de la société d'investissement Terre & Fils Investissement, créée en 2019. Il est également administrateur de la Holding des Dhuits. Depuis 2022, il est l'actionnaire majoritaire de Galatée Films. 

## Biographie
Né en 1976, Jean-Sébastien Decaux est le troisième fils de Jean-Claude Decaux. Après une formation en école de commerce aux États-Unis, il revient en France et effectue son service militaire parmi les chasseurs alpins. 

## Carrière

### Groupe JCDecaux
Jean-Sébastien Decaux commence sa carrière en 1998 au sein du groupe JCDecaux au Royaume-Uni. En 2001, il est nommé directeur général du mobilier urbain et directeur commercial de la société italienne IGPDecaux. Il prend la direction des filiales belge et luxembourgeoise en 2004. En 2010, il est devenu directeur général Europe du Sud du groupe, direction à laquelle il ajoute en 2013 celle de la région Afrique-Israël. Il devient membre du directoire du groupe le 15 mai 2013. En 2019, Jean-Sébastien Decaux annonce quitter ses fonctions opérationnelles au sein du groupe JCDecaux ainsi que le directoire de JCDecaux SA à la fin de l’année 2020. Depuis le 15 mai 2020, il est membre du conseil de surveillance de JCDecaux SA.

### Holding JCDecaux
Depuis 2013 Jean-Sébastien Decaux est directeur général de JCDecaux Holding. Il y est aussi chargé du développement de son impact depuis 2019.

### Terre & Fils
Il consacre une part importante de ses activités au fonds de dotation Terre & Fils, qu'il a créé en 2017, ainsi qu'à sa filiale, la société d'investissement Terre & Fils Investissement, créée en 2019. 

### Galatée Films
En décembre 2022, Jean-Sébastien Decaux devient l'actionnaire majoritaire de la société de production Galatée Films fondée par Jacques Perrin, sa famille ainsi que Pathé Films, actionnaires historiques de Galatée Films.